# Dejavu (Koda Kumi)
Dejavu è il nono album studio della cantante giapponese Koda Kumi, pubblicato il 2 marzo 2011.

## Descrizione
L'album è stato pubblicato in due formati: CD e CD+2DVD (First Press Limited Edition); quando di quest'ultima si sono esaurite le copie, è stata venduta la sola edizione CD+DVD.
La traccia Hey Baby! è stata utilizzata come canzone di apertura per la sigla della dodicesima stagione del famoso anime Crayon Shin-chan.

## Tracce
CD
1. Prologue to Dejavu - 1:13 (Koda Kumi, Lil' Showy)
2. Pop Diva - 3:32 (Lil' Showy)
3. Lollipop - 3:23 (Koda Kumi, Ian Curnow, Jane Vaughan, Julie Morrison)
4. Okay - 4:04 (Koda Kumi, HIRO, Ice Mike, Noel "Detail" Fisher)
5. Aitakute (逢いたくて; Wanna Meet) - 4:32 (Koda Kumi, Noritaka Izumi)
6. Passing By (feat. B. Howard) - 4:46 (Koda Kumi, B. Howard, Ice Mike, J. Forster, T. Wilds)
7. At the Weekend - 3:11 (Koda Kumi, Nathan Duvall, Hiten Bharadia, Allan Eshuijs)
8. Interlude to Dejavu - 0:58 (Koda Kumi, Lil'Showy)
9. Melting - 4:23 (Koda Kumi, Daisuke Mori)
10. Hey Baby! - 2:35 (Koda Kumi, Shinjirō Inoue)
11. Choi tashi Life (ちょい足しLife; Fulfilled Life) - 3:45 (Koda Kumi, Hideya Nakazaki, Ice Mike)
12. Anata Dake ga (あなただけが; Only You) - 5:12 (Koda Kumi,	Markie, Sizk)
13. Suki de, Suki de, Suki de. (好きで、好きで、好きで。; Love, Love, Love) - 5:01 (Koda Kumi, Katsuhiko Sugiyama)
14. Bambi - 3:04 (Koda Kumi, Miriam Nervo, Olivia Nervo, Anders Bagge, Andreas Carlsson)
15. I Don't Love You !?? - 3:32 (Koda Kumi, FAST LANE)

DVD, Disc 1 (Videoclip)
1. Pop Diva
2. Lollipop
3. Suki de, Suki de, Suki de. (好きで、好きで、好きで。; Love, Love, Love)
4. Anata Dake ga (あなただけが; Only You)
5. Walk (To the Future)
6. Bambi
7. Megumi no Hito (め組のひと; Summer Sin)
8. Be My Baby
9. Passing By

DVD, Disc 1 (prima parte del live DVD Dream Music Park)
10. Outside Fishbowl

11. Lady Go!

12. Butterfly

13. Driving

14. Real Emotion

15. Hot Stuff (feat. Blistah)

16. Lollipop

17. Dance Part

18. Run For Your Life

19. But

20. With Your Smile

21. Lick Me?

22. Superstar

23. Koi no Tsubomi (恋のつぼみ)

24. Stay
DVD, Disc 2 (seconda parte del live DVD Dream Music Park)
1. Taisetsu na Kimi e (大切な君へ)
2. Ai no Kotoba (愛のことば)
3. Someday
4. You're So Beautiful
5. I'll Be There
6. Once Again
7. Dance Part
8. Moon Crying
9. Ai no Uta (愛のうた)
10. Got to Be Real
11. Dance Part
12. Ecstasy (Remix)
13. Universe
14. No Way
15. You
16. Can We Go Back
17. Freaky
18. Work It Out!
19. Hashire! (走れ!)
20. Girls
21. Single Medley: Shake It Up ― Cherry Girl ― D.D.D. ― It's All Love! ― Wind (Remix) ― Come With Me
22. Cutie Honey (キューティーハニー)
23. Comes Up
24. Walk

## Classifiche
| Classifica                          | Posizione raggiunta |
| ----------------------------------- | ------------------- |
| Giappone (Oricon Daily Chart)       | 1                   |
| Giappone (Oricon Weekly Chart)      | 1                   |
| Giappone (Oricon Monthly Chart)     | 4                   |
| Giappone (Oricon Yearly 2011 Chart) | 29                  |
| World Albums Top 40                 | 2                   |

## Date di Pubblicazione
| Nazione       | Data          | Formato                               | Etichetta        |
| ------------- | ------------- | ------------------------------------- | ---------------- |
| Giappone      | 2 marzo 2011  | CD, CD+DVD, CD+2DVD, Digital Download | Rhythm Zone      |
| Hong Kong     | 11 marzo 2011 | CD+2DVD                               | Avex Asia        |
| Taiwan        | 11 marzo 2011 | CD                                    | Avex Taiwan      |
| Corea del Sud | 16 marzo 2011 | CD                                    | SM Entertainment |